# Мале, Лео
Лео́ Мале́, собственно Лео́н Мале́ (фр. Léo Malet, Léon Malet; 7 марта 1909, Монпелье, Франция — 3 марта 1996, Шатийон-су-Баньё, О-де-Сен, Франция) — французский писатель, автор детективной и сюрреалистической прозы.

## Биография
В трёхлетнем возрасте потерял родителей, воспитывался бабушкой. Самоучка. С 1925 года выступал как шансонье на Монмартре. Сменил множество занятий, занимался журналистикой, подвизался в кино (позже он снялся в эпизодической роли у Марселя Карне в его «Набережная туманов»). Был близок к анархистам, печатался в их изданиях. Писал стихи, в 1930—1949 годах входил в группу сюрреалистов, дружил с Бретоном, Ивом Танги, Жаком Превером, который стал на его свадьбе шафером невесты (дружкой жениха был Оскар Домингес). Вместе с Бенжаменом Пере состоял в рядах МРП. В мае 1940 года был вместе с ним и ещё несколькими троцкистами арестован полицией по обвинению в подрывных публикациях, освобождён, но вскоре вновь арестован, на этот раз немцами. 8 месяцев он провёл в лагере в Зандбостеле, был выпущен по фальшивой справке, выданной врачом, который симпатизировал сюрреалистам.

## Творчество
Вернувшись в Париж, вошёл в группу авторов, стилизовавших свои ходкие серийные книги под американские «крутые» детективы. Печатался под псевдонимами Frank Harding, Léo Latimer, Lionel Doucet, Jean de Selneuves, Noël Letam, Omer Refreger, Louis Refreger и под коллективным псевдонимом John-Silver Lee. В 1942 году начал работать над серией романов со сквозным главным героем, сыщиком Нестором Бюрма [в некоторых переводах — Бурма] («Вокзальная, дом 120», 1943 и др.). В 1954 году открыл другую серию — Les Nouveaux Mystères de Paris - «Новые тайны Парижа» (далее в списке произведений используется сокращение: NMP): обстановкой каждой книги выступал один из парижских округов с его особой атмосферой. В период с 1954 по 1959 гг. создал произведения о 15-ти округах из 20-ти.
Внёс в детективный жанр авторское начало, мастерски работал с языком и жаргоном, поэтому его сочинения получили название «красочного чёрного романа».
Романы Мале переведены на многие языки, включая турецкий. Ряд его романов превращены в комиксы, по романам о Несторе Бюрма снято несколько фильмов и телевизионный сериал.

## Произведения о Несторе Бюрма
1. 120, Rue de la Gare (1943) — Вокзальная улица, 120 / Улица Вокзальная, 120
2. Nestor Burma contre CQFD [Nestor Burma vs. QED] (1945) — Нестор Бюрма против ЧТД
3. L’Homme au Sang Bleu [The Blue-Blooded Man] (1945) — Голубая кровь / Человек голубых кровей / Человек благородного происхождения
4. Solution au Cimetière [Solution at the Cemetery] (1946) — Разгадка на кладбище (рассказ)
5. Nestor Burma et le Monstre [Nestor Burma and the Monster] (1946) — Нестор Бюрма и чудовище
6. Le Cinquième Procédé [The Fifth Process] (1948) — Пятый процесс / Пятый отдел
7. Coliques de Plomb [Lead Colics] (1948) — Свинцовые колики
8. Gros plan du Macchabée [Close-Up on the Dead Man] (1949) — Жмурик крупным планом / Труп крупным планом / Крупный план мертвеца [Нестор Бюрма начинает карьеру частного детектива и знакомиться с Марком Кове]
9. Hélène en danger (1949) — Элен в опасности / Элен под угрозой
10. Les Paletots sans Manches [The Sleeveless Coat] (1949) — Пальто без рукавов
11. Direction Cimetière [Direction Cemetery] (1951) — Направление — кладбище [Возможно, вариант Solution au Cimetière [Solution at the Cemetery] (1946)]
12. Pas de Veine avec le Pendu [No Luck with the Hanged Man] (1952) (Autre titre: Entreprise De Transport) — Не видать удачи с повешенным (Другое название: Транспортное предприятие) (рассказ)
13. NMP-1st Arr. Le Soleil Naît derrière le Louvre [The Sun Rises Behind the Louvre] (1954) — Солнце встаёт из-за Лувра / За Лувром рождается солнце / Рассвет над Лувром
14. NMP-2nd Arr. Des Kilomètres de Linceuls [Miles of Shrouds] (1955) — Километры саванн
15. NMP-3rd Arr. Fièvre au Marais [Fever in the Marais] (1955) (Autre titre: L’ours et la culotte) — Лихорадка в квартале Маре / Убийства в Маре / Смерть ростовщика (Другое название: Медведь и трусики)
16. NMP-6th Arr. La Nuit de Saint-Germain-des-Prés [The Night of St. Germain des Prés] (1955) (Autre titre: Le sapin pousse dans les caves [Pine tree Grow in Cellars]) — Ночь в Сен-Жермен-де-Пре (Другое название: Сосны растут в подвалах)
17. Faux Frère [False Brother] (1955) — Фальшивый брат (рассказ)
18. NMP-14th Arr. Les Rats de Montsouris [The Rats of Montsouris] (1955) — Крысы Монсури
19. NMP-10th Arr. M’as-tu vu en Cadavre? [Did You see Me as a Corpse?] (1956) — А ты видел мой труп?
20. NMP-8th Arr. Corrida aux Champs-Élysées [Corrida at the Champs-Elysées] (1956) — Коррида на Елисейских полях
21. NMP-16th Arr. Pas de Bavards à la Muette [No Loose Lips at the Muette] (1956) — Мёртвые тоже говорят
22. NMP-13th Arr. Brouillard au Pont de Tolbiac [Fog at Tolbiac Bridge] (1956) — Туман на мосту Тольбиак / Тени на мосту
23. NMP-15th Arr. Les Eaux Troubles de Javel [The Troubled Waters of Javel] (1957) — Неспокойные воды Жавель / Мутные воды Жавеля
24. NMP-9th Arr. Boulevard… Ossements [Boulevard of Bones] (1957) — Тайна одного бульвара / Тайна парижского бульвара / Тайны одного парижского бульвара / Бульвар… останков / Бульвар… Кости
25. NMP-12th Arr. Casse-pipe à la Nation [Free for All at the Nation] (1957) — Открыт для всей страны / Урок политики
26. NMP-5th Arr. Mic-Mac Moche au Boul’ Mich’ [Ugly Dealings on the Boulevard Saint-Michel] (1957) — Тёмное дело на бульваре Сен-Мишель / Грязная работа на бульваре Сен-Мишель / Смерть в общежитии
27. NMP-4th Arr. Du Rébecca Rue des Rosiers [Mayhem at the Rue des Rosiers] (1958) — Девушка с улицы Роз / Хаос на улице Розьер / Переполох на улице Роз
28. NMP-17th Arr. L’Envahissant Cadavre de la Plaine Monceau [The Bothersone Corpse of Plaine Monceau] (1959) — Беспокойный труп в Монсо / Трупы в долине Монсо / Трупы для Нестора Бюрма
29. Nestor Burma en Direct [Nestor Burman on TV] (1962) (Autre titre : 6/35 contre 819) — Нестор Бюрма на телевидении / Нестор Бюрма в прямом эфире (Другое название: 6/35 против 819)
30. Nestor Burma Revient au Bercail [Nestor Burmna Comes Home] (1967) — Нестор Бюрма в родном городе / Нестор Бюрма возвращается в Беркай / Нестор Бюрма возвращается домой / Возвращение в Беркай
31. Drôle d’Epreuve pour Nestor Burma [Strange Test for Nestor Burma] (1968) — Странное задание для Нестора Бюрма
32. Un Croque-Mort nommé Nestor [An Undertaker Named Nestor] (1969) — Служащий похоронного бюро по имени Нестор / Гробовщик по имени Нестор
33. Nestor Burma dans l’Île [Nestor Burma on the Island] (1970) — Нестор Бюрма на острове
34. Nestor Burma Court la Poupée [Nestor Burma Runs After a Doll] (1971) (Réécriture d’un roman de 1948, Coliques de Plomb) — Нестор Бюрма бегает за куколкой / В погоне за куколкой [Переработанное произведение Coliques de Plomb [Lead Colics] (1948)]
35. NMP-18th Arr. Les Neiges de Montmartre [The Snows of Montmartre] (1974) — Снега Монмартра [Основная часть романа не завершена]
36. La Femme sans Enfant [The Childless Woman] (1981) — Бездетная женщина [Начало романа не завершено]
37. Le Deuil en Rouge [In Mourning in Red] (1981) — В красном трауре [Роман не окончен]
38. Une aventure Inédite de Nestor Burma [An Unpublished adventure of Nestor Burma] (1982) — Неизвестный риск Нестора Бюрма (рассказ)
39. Poste Restante (1983) — До востребования (рассказ)

### О Лео Мале
- (fr) Alfu. Léo Malet: parcours d’une œuvre. — Amiens: Encrage, 1998
- (fr) Bourdelas L. Le Paris de Nestor Burma: l’Occupation et les Trente Glorieuses de Léo Malet. — Paris: l’Harmattan, 2007.
- (en) Emanuel M. From Surrealism to Less-Exquisite Cadavers: Léo Malet and the Evolution of the French Roman Noir. — Amsterdam; New York: Rodopi, 2006.
- (fr) Lacassin F. Sous le masque de Léo Malet: Nestor Burma . — Amiens: Encrage, 1991
- (fr) Léo Malet revient au bercail. — Montpellier: Médiathèque centrale agglomération, Émile Zola, 2006 (каталог выставки, посвященной Лео Мале; Монпелье, 2006; переизд: Arles, 2007)
- Уваров Ю. П. Предисловие // Мале Л. Улица Вокзальная, 120.